# Готфрид I (Арнсберг)
Готфрид фон Куик (на нидерландски: Godfried I van Cuijk; на немски: Gottfried von Cuyk; * ок. 1100; † сл. 1168) е бургграф на Утрехт, от 1132 г. граф на Верл-Арнсберг.

## Произход и наследство
Той е син на Хайнрих I фон Куик (ок. 1070 – 1108), бургграф на Утрехт, и съпругата му Алверадис фон Хощаден (ок. 1080 – 1131), наследничка на валдграфство Оснин, дъщеря на граф Герхард I фон Хохщаден и Алайдис фон Викрат. Внук е на Херман I граф на Малсен-Куик († ок. 1080) и Ида Булонска, дъщеря на принцеса Ида Лотарингска (ок. 1040 – 1113) и граф Йосташ II дьо Булон (1020 – 1085).
Като наследник на баща си Готфрид подарява заедно с майка си през 1129 г. манастир Мариенвеерд. Той е военачалник при епископа на Утрехт в боевете против граф Дитрих VI от Холандия. Поддръжник е на Хоенщауфените и често е споменаван в документи като свидетел.

## Фамилия
Първи брак:през 1129 г. с графиня Ида фон Арнсберг (* ок. 1103; † сл. 1154), вдовица на граф Готфрид фон Капенберг († 1127), наследничка на Графство Арнсберг-Верл, дъщеря на граф Фридрих I фон Арнсберг (1075 – 1124) и съпругата му Аделхайд фон Лимбург (1090 – 1146), дъщеря на херцог Хайнрих I фон Лимбург от Долна Лотарингия. През 1132 г. Готфрид става граф на Верл-Арнсберг. Те основават новата линия на графовете фон Арнсберг-Куик. Двамата имат шест деца:
- Хайнрих I (1128 – 1200), граф на Арнсберг (1154 – 1185)
- Алверада (1160 – 1230), наследничка на холандския Малсен, омъжена за граф Ото I фон Бентхайм-Холанд (1140/1145 – 1208)
- Аделхайд († сл. 1200), наследничка на Алтена, омъжена за граф Еберхард I фон Берг-Алтена (1150 – 1180)
- Юта, абатиса в манастир Херфорд 1146/1155
- дъщеря, омъжена за граф Херман II фон Вирнебург (* пр. 1157; † сл. 1192)
- Фридрих II († 1164/1165)

Втори брак: с Хайлвиг фон Ренен († сл. 1178), дъщеря на Годфрид фон Ренен и първата му съпруга София фон Бемел.